# Rejon kamieński (Kraj Ałtajski)
Rejon kamieński (ros. Каменский район) – rejon na terenie wchodzącego w skład Rosji syberyjskiego Kraju Ałtajskiego.
Rejon leży w północno-zachodniej części Kraju Ałtajskiego i ma powierzchnię 3621 km². Na jego obszarze żyje ok.  16,5 tys. osób; całość populacji stanowi ludność wiejska, gdyż w skład tej jednostki podziału terytorialnego nie wchodzi żadne miasto. Ludność rejonu zamieszkuje w 32 wsiach.
Ośrodkiem administracyjnym rejonu jest miasto Kamień nad Obem, liczące 45,3 mieszkańców (2005), nie wchodzące jednak w skład rejonu i stanowiące miasto wydzielone.